# Борис Карамфилов
Борис Димитров Карамфилов е български партизанин, а след Деветосептемврийския преврат в 1944 година. български военен деец, офицер, генерал-полковник. Той е заместник-министър на народната отбрана през 1981 – 1989 г.

## Биография
Роден е на 22 или 26 юни 1922 година в Скребатно. Става член на РМС от 1940 година, а на БКП от 1944 година. Основно образование завършва в родното си село, а средното в Гоце Делчев. Взема участие в Съпротивителното движение през Втората световна война. Интерниран е в лагера Белене (1943). Партизанин от партизански отряд „Анещи Узунов“.
Служи в Българската армия от 1944 г. Последователно е командир на рота, помощник-командир на дружина, заместник-командир по политическата част на дружина, командир на батальон, на бригада и дивизия. Завършва Военната академия „Г. С. Раковски“ (1953) и Военната академия на Генералния щаб на СССР (1966). Командир на 7-а Мотострелкова дивизия (1966 – 1972), Първа армия (1972 – 1980) и началник на Столичния гарнизон.
В периода 30 септември 1959 – 20 август 1964 г. е началник на Военното училище. От 26 октомври 1955 г. е полковник, а от 1961 г. е генерал-майор. Кандидат (доктор) на военните науки (1969).
През март 1973 г. като командир на Първа армия ръководи потушаването на бунта на помаците в Благоевграски окръг, които правят опит да създадат сепаратистко движение след като ЦК на БКП приема решение за преименуването на техните мохамедански имена с християнски български.
От 1981 до 1989 г. е заместник-министър на народната отбрана. В това си качество ген. Борис Карамфилов е член на Комисията за земята при Министерство на земеделието и горите 1986 – 1989 г., и зам.председател на Националния съвет по водите към Министерство на земеделието и горите 1986 – 1990 г. както и зам.председател на Правителствената комисия по въоръженията и продоволствията при МС 1987 – 1989 г.
Член е на ЦК на БКП от 1986 година. Народен представител в VII, VIII и IX народни събрания. Член на комисията по духовни ценности в VII народно събрание и на Комисията за опазване и възпроизводство на природната среда в IX народно събрание. Ръководи строежа на Националния дворец на културата.
Награждаван е с орден „Народна свобода“ – II ст. (1948), орден „Червено знаме“ (1954), орден „9 септември 1944“ – I ст. с мечове (1959), съветски орден „Отечествена война“ – II ст. (1969), орден „Народна република България“ – II ст. (1972), I ст. (1974), орден „Георги Димитров“ (1982) и почетното звание „Герой на социалистическия труд“ (указ № 2982 от 24 декември 1981).

## Образование
- Средно образование, гр. Гоце Делчев
- Военна академия „Г.С. Раковски“ (до 1953)
- Военна академия на Генералния щаб на армията на СССР „Климент Ворошилов“ (до 1966)